# Alexis Vastine
Alexis Vastine (17. listopadu 1986 v Pont-Audemer, Francie – 9. března 2015 v La Rioja, Argentina) byl francouzský amatérský boxer, který dvakrát startoval na olympijských hrách – v letech 2008 (bronz ve velterové váze) a 2012 (čtvrtfinále v lehké střední váze). Byl 183 cm vysoký a byl profesionální voják.
V roce 2015 zahynul při srážce vrtulníků během natáčení televizní reality show, ve které účinkoval.

## Medaile z mezinárodních soutěží
- Olympijské hry – bronz 2008 (velterová váha)
- Mistrovství Evropy – stříbro 2010 (lehká střední váha)
- Mistrovství světa juniorů – bronz 2004 (lehká váha)
- Středomořské hry – zlato 2009 (velterová váha)
- Armádní mistrovství světa – zlato 2008 (lehká střední váha), 2010, 2011 a 2014 (vše velterová váha)